# Halina Neujahr
Halina Neujahr, född 24 oktober 1924 i Warszawa, död 24 juli 2006 i Stockholm, var en polsk-svensk förintelseöverlevare, biokemist och professor.
Under andra världskriget var familjen Neujahr inspärrad i Warszawas getto, där hon deltog i den illegala undervisning som bedrevs. Halina Neujahr, hennes mor och syster fördes senare till koncentrationslägret Majdanek, där modern dödades. Systrarna flyttades i tur och ordning till lägren Skarzysko, Ravensbrück och Bergen-Belsen. De befriades 1945, men systern avled en kort tid därefter och är begravd i Lübeck.
Neujahr kom till Sverige med ett fartyg från Röda korset. I Sverige lärde hon sig snabbt svenska och tog svensk studentexamen två år senare. 1948 började hon studera kemiteknik vid Kungliga Tekniska högskolan (KTH) som enda kvinnliga studerande i en årskurs med 30 kemiteknologer. Hon blev civilingenjör och senare teknologie doktor i biokemi. Hon var från 1960 docent vid KTH under många år och utsågs till professor strax före sin pensionering. Även efter pensioneringen var hon aktiv som forskare. Ett av Neujahrs forskningsområden var biokemiska studier av jäst.
Neujahr föreläste om Förintelsen i skolor. Hon var också verksam i styrelsen för Föreningen Förintelsens Överlevande i Sverige och Föreningen Förintelsens Minne. Neujahr var också en av de två initiativtagarna till förintelsemonumentet i Stockholm.